# Premi Born de Teatre
El Premi Born de Teatre es un galardón de escritura dramática para obras inéditas en catalán o castellano que convoca el Círculo Artístico de Ciudadela y se entrega, anualmente, en el Teatro des Born de Ciudadela, Menorca. Actualmente está dotado con 14.000 euros, más la edición de la obra en catalán, castellano, gallego y euskera. Este hecho, sumado a su larga tradición de más de medio siglo y a la transparencia de su proceso de selección, hace que sea considerado uno de los premios más prestigiosos del estado español. Dramaturgos reconocidos internacionalmente como Sergi Belbel, Jordi Galceran o Juan Mayorga lo han ganado en al menos una ocasión. Josep Maria Miró y Lluïsa Cunillé, con tres galardones cada uno, son quienes lo han obtenido más veces.

## Historia
Inicialmente fue concebido como un concurso literario cuya finalidad era promover y estimular la cultura en general y la menorquina en particular. Por este motivo, en su primera edición (1970) se premió la novela Dora i la nit, de Maria Dolors Cortey, y el trabajo Retaule menorquí en quaranta figures, de mosén Ferran Martí i Camps. Los autores fueron galardonados con 5.000 pesetas cada uno. A partir de 1971, y con una dotación inicial de 30.000 pesetas, se convocó ya con el formato de certamen de textos teatrales en lengua catalana o castellana. En el período comprendido entre 1975 y 1987 el galardón se convocó cada dos años y desde 1987 se convoca anualmente. Por lo que se refiere a la dotación económica, se ha pasado de las 500.000 pesetas de la edición de 1987 a los 14.000 euros actuales. Cuenta con el apoyo económico y la colaboración de diversas instituciones y organismos, tanto públicos como privados. En 2012, con motivo de los recortes llevados a cabo por las diferentes administraciones públicas, que hicieron que la dotación pasara de 18.500 euros a los 14.000 actuales, el Círculo Artístico de Ciudadela puso en marcha una campaña de micromecenazgo bajo el título «Creo en el Premi Born» con el objetivo de encontrar nuevas vías de financiación para su proyecto más emblemático.
Las obras galardonadas se editan desde 1987. En un primer momento (1987-1992), asumió su edición el propio Cercle Artístic. Entonces las obras ganadoras escritas en catalán fueron editadas por la editorial valenciana 3i4 (1993-1995), a la que sustituyó la editorial Bitzoc, que en 1996 y 1997 editó los textos ganadores. Es a partir del año 1998 cuando la revista Primer Acto y Arola Editors asumen la publicación de todas las obras ganadoras en catalán y en castellano. En 2006 se inició la edición de la obra ganadora en gallego, a través de la Revista Galega de Teatro, y en 2007, en euskera, a través de la editorial Artezblai. Por otra parte, en lo que se refiere al acto de entrega del premio, hasta 1992 se llevó a cabo durante el transcurso de una cena. A partir de ese año se decidió que tendría lugar en el Teatre des Born después de la representación de una obra de teatro, costumbre que perduró hasta 2005. De 2006 a 2010, con motivo del cierre del teatro, el acto de entrega tuvo lugar en el Teatro Principal de Mahón y se mantuvo la representación de un montaje teatral. A la espera de la apertura del Teatro del Born, desde 2011 el acto se volvió a llevar a cabo en Ciudadela. Finalmente, en 2020 el citado teatro se reabrió y desde entonces se celebra allí de nuevo la entrega del galardón. Alrededor del premio se organizan una serie de actividades teatrales, como mesas redondas, conferencias, presentación de las ediciones de los textos ganadores, etc.
En cuanto a la participación, de 1970 a 1987 el número máximo de textos presentados alcanzó los 29 originales, pero a partir de 1988 esta cifra se fue incrementando año tras año hasta 1997, cuando llegaron 124. En las últimas ediciones el número ha seguido creciendo, hasta alcanzar el récord en 2020, en el que se presentaron 571 obras.

## Listado completo de galardonados
| Edición | Año  | Guanyador                                           | Obra                                                   |
| ------- | ---- | --------------------------------------------------- | ------------------------------------------------------ |
| I       | 1970 | Maria Dolors Cortey / Ferran Martí                  | Dora i la nit / Retaule menorquí en quaranta figures   |
| II      | 1971 | Joan Mas Bauçà                                      | Sopar agre                                             |
| III     | 1972 | Desierto                                            |                                                        |
| IV      | 1973 | Jesús Campos García                                 | ¿Es aquí donde ha muerto mi hermano?                   |
| V       | 1974 | Antoni Mus                                          | Els lleons                                             |
| VI      | 1975 | Desierto                                            |                                                        |
| VII     | 1977 | Juan Martínez de la Vega                            | Los largos caminos de los cuerpos                      |
| VIII    | 1979 | Guillem Cabrer                                      | Freturós l'impotent                                    |
| IX      | 1981 | Lluís Utrilla                                       | Raons d'Estat                                          |
| X       | 1983 | Alexandre Ballester                                 | L'única mort de Marta Cincinatti                       |
| XI      | 1985 | Desierto                                            |                                                        |
| XII     | 1987 | Máximo Rodríguez                                    | El mío coito o La épica del BUP                        |
| XIII    | 1988 | Jesús Campos García                                 | De la realidad contemporánea                           |
| XIV     | 1989 | Eduardo Ladrón de Guevara                           | UVI (Cuidados intensivos)                              |
| XV      | 1990 | Jorge Díaz                                          | A imagen y semejanza                                   |
| XVI     | 1991 | Jaume Serra i Fontelles / Marco Antonio de la Parra | Manric Delclòs / El padre muerto                       |
| XVII    | 1992 | Jorge Díaz                                          | El jaguar azul                                         |
| XVIII   | 1993 | Josep Lluís Sirera i Rodolf Sirera                  | La ciutat perduda                                      |
| XIX     | 1994 | Sergi Belbel                                        | Morir                                                  |
| XX      | 1995 | Jordi Galceran                                      | Paraules encadenades                                   |
| XXI     | 1996 | Antonio Álamo                                       | Los enfermos                                           |
| XXII    | 1997 | Raúl Dans / Gerard Vázquez                          | Derrota / Magma                                        |
| XXIII   | 1998 | Juan Mayorga                                        | Cartas de amor a Stalin                                |
| XXIV    | 1999 | Lluïsa Cunillé                                      | L'aniversari                                           |
| XXV     | 2000 | Raúl Hernández Garrido                              | Si un día me olvidaras                                 |
| XXVI    | 2001 | Luis Miguel González Cruz                           | La negra                                               |
| XXVII   | 2002 | Llorenç Capellà                                     | Un bou ha mort Manolete                                |
| XXVIII  | 2003 | Juan Pablo Vallejo Triana                           | Patera                                                 |
| XXIX    | 2004 | José Luis Arce                                      | El sueño de Dios                                       |
| XXX     | 2005 | Antonio Álamo                                       | L'instructor                                           |
| XXXI    | 2006 | Carlos Be                                           | Origami                                                |
| XXXII   | 2007 | Jesús Díez Moreno                                   | El Show de Kinsey                                      |
| XXXIII  | 2008 | Carles Batlle                                       | Oblidar Barcelona                                      |
| XXXIV   | 2009 | Josep Maria Miró                                    | La dona que perdia tots els avions                     |
| XXXV    | 2010 | Lluïsa Cunillé                                      | El temps                                               |
| XXXVI   | 2011 | Josep Maria Miró                                    | El principi d'Arquimedes                               |
| XXXVII  | 2012 | Raúl Dans                                           | Una corriente salvaje                                  |
| XXXVIII | 2013 | Carles Mallol                                       | Mata el teu alumne                                     |
| XXXIX   | 2014 | Xavier Morató                                       | Un peu gegant els aixafa a tots                        |
| XL      | 2015 | Sergio Martínez Vila                                | La obediencia de la mujer del pastor                   |
| XLI     | 2016 | Francesc Meseguer                                   | Lear                                                   |
| XLII    | 2017 | Francisco Javier Suárez                             | Arde ya la yedra                                       |
| XLIII   | 2018 | Ruth Gutiérrez                                      | Los amantes sobrehumanos                               |
| XLIV    | 2019 | Ricard Gásquez                                      | Los satélite                                           |
| XLV     | 2020 | Josep Maria Miró                                    | El cos més bonic que s’haurà trobat mai en aquest lloc |
| XLVI    | 2021 | Luisma Soriano                                      | El desmoronamiento de la ternura                       |
| XLVII   | 2022 | Lluïsa Cunillé                                      | El gos                                                 |